# Olga Iossifovna Wolkenstein
Olga Iossifovna Wolkenstein (nom d'épouse Viktorova) est une spécialiste russe et soviétique en comptabilité et économie/gestion.

## Biographie
Elle est issue d'une famille judéo-allemande de Galicie, les Wolkenstein. Son père Ossip Ossipovitch Wolkenstein était l'un des dirigeants de la communauté juive de Rostov-sur-le-Don et son représentant à la Douma municipale.
Elle a donné des cours de comptabilité et de commerce à l'École de A.I. Yanson à Saint-Pétersbourg, et dans sa propre école de comptabilité, le « cours pour les comptables O. et P. Viktorov ». À l'époque soviétique, elle était responsable du département de formation du personnel du complexe régional de comptabilité et d'économie de l'éducation de Leningrad « Soyouzorgoutchet » (Office central de la comptabilité économique nationale du Comité de planification d'État de l'URSS). 
Elle est l'auteur de plusieurs manuels pédagogiques et méthodologiques sur la comptabilité, dont le Manuel de comptabilité en partie double réédité,. À partir de 1916, elle publie sous le nom de Viktorova. Elle vivait au 35, perspective Kamennoostrovsky. 

## Famille
Olga Iossifovna Wolkenstein est la fille de Ossip Philippovitch Wolkenstein, entrepreneur et personnalité de Rostov-sur-le-Don, et la nièce des avocats Mikhaïl Philippovitch Wolkenstein (1859-1934) et Lev Philippovitch Wolkenstein (1858-1935), amis de Tchekhov, et du médecin militaire Akim Philippovitch  Wolkenstein. Sa sœur d'Elisabeth Ossipovna Wolkenstein (1874-1965) est l'épouse du peintre Mstislav Doboujinski.
Elle se marie en 1915 avec le secrétaire provincial Piotr Efimovich Viktorov, directeur général de la société par actions de l'Usine mécanique et de chaudières du Nord, membre des commissions d'audit des sociétés par actions "Renault russe", de l'usine de métal et de chemin de fer de Rybinsk, de la société commerciale et industrielle russo-américaine et du conseil de Petrograd de la Société de Crédit mutuel.

## Ouvrages
- Sujets de travaux pratiques en comptabilité, Saint-Pétersbourg, Ruche, 1912.
- Achat et vente de titres portant intérêt (inscription dans les livres comptables), Ruche, 1912.
- Manuel de comptabilité en partie double : cours élémentaire, Saint-Pétersbourg, imprimerie Trenke et Fusno, 1913 (sous le nom de Wolkenstein) ; rééditions : Imprimerie Trenke et Fusno, 1916 (sous le nom de Viktorov), 1918, 1929.
- Manuel de comptabilité en partie double: cours senior, Imprimerie A.I.Belokopytov, 1917 ; rééditions 1918, 1929.
- Collection de tâches sur les bases de la comptabilité soviétique. Comptabilité pédagogique et complexe économique Lensoyuzorgucheta, L'Imprimerie, 1935
- Tâches typiques de comptabilité et de calcul des coûts dans les entreprises industrielles. Tâches de programme typiques pour le 2e lien. Matériel méthodologique envoyé à titre d'échange d'expériences, Imprimerie de l'artel "imprimeur soviétique", 1936
- Collection de tâches pour le cours de la comptabilité. Problème 2 - Comptabilité industrielle. Comptabilité éducative régionale de Leningrad et complexe économique, Leningrad, L'Imprimerie, 1939
- Une collection d'exercices de comptabilité, L. Gosstatizdat, 1951